# Uva di troia

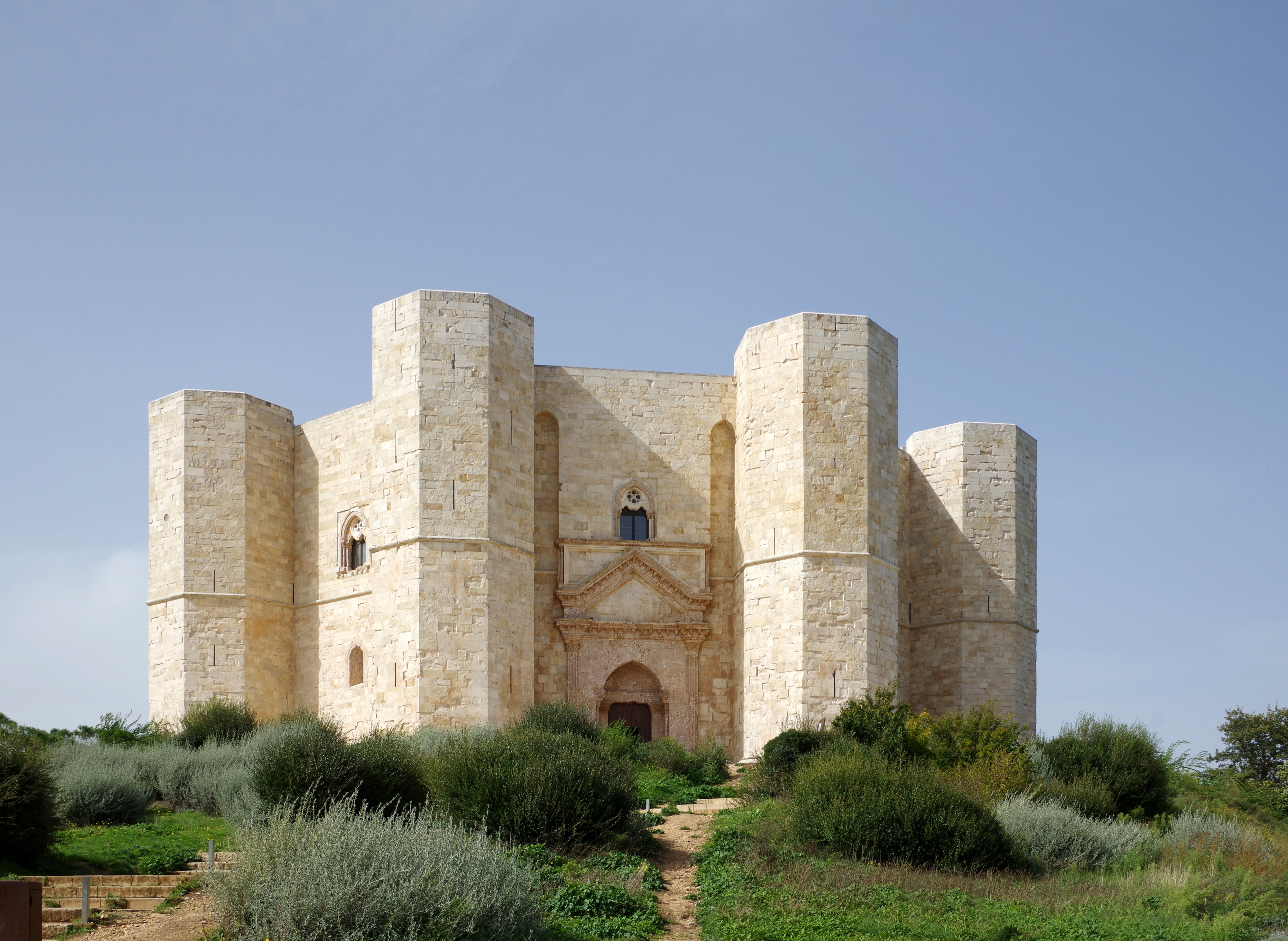
Castel del Monte dał nazwę najważniejszemu regionowi uprawy uva di troia

Uva di troia, nero di troia – odmiana winorośli właściwej o granatowoczarnej skórce, jedna z podstawowych odmian uprawianych w Apulii we Włoszech i uważana za jedną z najlepszych w regionie. Kojarzona z krzepkimi winami apelacji Castel del Monte DOC.

## Charakterystyka
Uważa się, że uva di troia została sprowadzona na Półwysep Apeniński przez Greków. Inne hipotezy wskazują jako miejsce pochodzenia apulijskie miasteczko Troia, które mogło być założone przez Greków albo albańską Cruję.
Badania DNA wykazały, że odmianami rodzicielskimi uva di troia są popularna bombino bianco i quagliano, uprawiana tylko w Piemoncie.
Szczep uva di troia dojrzewa późno i jest wrażliwy na mączniaka rzekomego.

## Wina
Odmiana daje mocne, czerwone wina, dobrze nadające się do starzenia. Wina zawierają stosunkowo dużo garbników i mają złożony charakter.

## Rozpowszechnienie
Powierzchnia upraw znacząco spadła. W 1970 zarejestrowano ponad 9000 ha obsadzonych odmianą uva di troia, w 1990 było to 3001 ha, a w 2000 już 1782 ha.
Winnice skupiają się w Apulii, przede wszystkim w prowincjach Bari, Barletta-Andria-Trani i Foggia. Prócz apelacji Castel del Monte, w której produkuje się m.in. jednoodmianowe wina ze szczepu, stanowi główny składnik w apelacjach Rosso Barletta DOC, Rosso Canosa DOC, Cacc'e Mmitte di Lucera DOC i Rosso Cerignola DOC.
Na mniejszą skalę odmiana jest uprawiana w Kampanii, w okolicach Benewentu.

## Synonimy
Tradycyjną nazwą jest uva di troia, lecz ze względów marketingowych na popularności zyskała nazwa nero di troia, podobna do nero d'avola. Poza nimi używa się następujących nazw: barlettana, canosa, sumarello (w Benewencie), summariello, tranese, troiano, troja, trojana, uva della marina, uva di barletta, uva di canosa, uva di troja, uva di troya, vitigno di barletta, vitigno di canosa